# Xã Clearwater, Quận Mountrail, Bắc Dakota
Xã Clearwater (tiếng Anh: Clearwater Township) là một xã thuộc quận Mountrail, tiểu bang Bắc Dakota, Hoa Kỳ. Năm 2010, dân số của xã này là 56 người.